# Luis Minuto
Luis T. Minuto (???? – † Argentina, ????) fue un dirigente del fútbol argentino que en 1932 se desempeñó como presidente del Club Atlético River Plate.

## Presidencia
Instante en que fue presidente durante varios meses en 1932 durante su estancia a la cabeza de la entidad, se convirtió en el protagonista de la una gran inversión económica destinada a adquirir el pase de importantes futbolistas, especialmente a Bernabé Ferreyra, lo que provocó una salida de 35.000 pesos. Por esta razón, el equipo de River Plate recibió el apodo de Millonarios.